# 戦闘詳報
戦闘詳報（せんとうしょうほう）とは、日本海軍、日本陸軍の部隊・艦船が作戦、戦闘を行った後、上級の司令部に提出していた報告書である。海外でも戦闘詳報に相当する記録をつける制度はあり、アメリカ海軍の場合はアクションレポート（Action Report）がこれに相当する。

## 海軍における戦闘詳報
一般に海軍の戦闘状況を伝える主な一次資料としては、戦闘詳報の他、戦時日誌、行動調書がある。戦闘詳報は戦闘状況を克明に記録したものである。内藤初穂は政治、経済面からの巨視的な分析手法に対して、現場の生の声を反映した、外側からでは把握できない内部事情を物語る資料として位置づけている。
戦闘詳報の作成は個艦の他戦隊、艦隊と各レベルで行われている。作成された戦闘詳報は最終的には海軍大臣、軍令部総長にも通達され、海軍中央はこれを戦訓や作戦、兵器の評価の主要材料とした他、末期に行われた特別攻撃隊に参加した搭乗員の記録も海軍省人事局功績調査部という部署が戦闘詳報を通じて纏めていた。ただし日本海軍においては、戦闘詳報などの前線の戦闘記録を専門に分析する部署が設置されることは無かった。

### 作成手順
所管部署は主計科である。『軍艦戦闘部署標準草案』（1938年）で、その担任について規定されていたが、給食事務との兼務であった。記録作成の具体的な書式・規定は『作戦記録参考書』（1941年）の出現までなかったとされる。冒頭から順に書き下すと下記のようになり、戦闘経過が主体となる。100ページに達するものもある。
- 一般情勢
- 作戦計画
- 令達報告
- 戦闘経過
  - 航海、通信、砲機銃、水雷、機関、内務（応急・電機補機・注排水）の各部署が記録した物を主計科が時系列順に統合
  - 航空部隊の場合、飛行長補佐の飛行士または、飛行隊長補佐の飛行隊士を選任し、帰投後作成。末期は損耗増加のため予備士官の中から文書作成に専念する要務士制を、1943年5月29日の海軍予備学生規則改正に合せ導入。
- 戦果判定
- 功績認定
  - 各戦果と損害について各艦（部隊）別に功績点を設定し積算
- 戦訓所見
  - 史料としては現場指揮官などがその戦闘や戦況の先行きなどに対して抱いていた認識を確認することに用いられる。
- 兵器・軍需品の消耗・残存状況
- 戦死者リスト

これらは戦闘後に纏めるものであるから当然台帳としての役割を果たすものがあり、それらは戦闘に参加した各部署の記録担当員、指揮官、士官などのメモ、記憶、令達報告欄は発着電報綴と信令綴などから書き起こされる。
なお、次期戦闘の判断に使用するためよりリアルタイム性の高い報告として戦闘概報が先行して作成される。この内容は下記の事項からなっている。
- 戦闘概況
- 被害状況
- 自艦（部隊）現況

### 問題点
一方で戦闘詳報にまつわる問題点として指摘されるのは、その作成が必然的に戦闘直後となるため、場合によっては戦場の只中での作成も多いことである（情況によっては、生存者からの断片的情報のみでも構わないとしている）。このため情報を集計・整理する段階での誤認の混入があることが指摘される。また、作成者が不要と判断した電文や事象については書かれないというある種の恣意性が付きまとうことも指摘される。
主に後者について一般的な文献で指摘した事例としてはレイテ沖海戦があり、半藤一利は同海戦をドキュメントとして纏めた際に、栗田艦隊司令部の反転決断に至る過程が不自然であると批判し、その根拠として通信不達問題を検証した際このことに触れた（詳細はレイテ沖海戦を参照）。一方で、大和乗組の通信士官として海戦中栗田艦隊司令部で、発着電報の処理と通信指揮室との連絡に携わった都竹卓郎（つづくたくろう：海兵72期、北大卒、戦後日本大学理工学部教授）は後年、こうした懐疑的な見方に対して自ら史料批判を行いつつ反論を行っている。
レイテ沖海戦関係では内藤初穂も戦艦「武蔵」沈没に至る状況を例示した際、戦闘詳報が第三者の眼から見て余りにも詳しく爆弾や魚雷の位置を特定していることを挙げ、「今のうちにしかるべき証言者を得て、しかるべき注記を原史料に貼付しておかなければならない」と述べた。武蔵戦闘詳報の不正確さは、戦闘中、第一艦橋への直撃弾で航海部記録員が全滅した上に、高級将校が下士官兵に先んじて帰国する中で作成されたためである。内藤はアメリカ側や他艦との記録を照合した上でないと正確なところはわからないとし、ミッドウェー海戦で沈没した空母「加賀」の戦闘詳報から「本報告は生存者の断片的記憶を整理調製せるものにして、資料不備のため、内容中の必要事項及其の精粗調はざる点あり。照合資料を得次第、訂正を期す」との注記を引用して、「第一次資料＝事実の記録」ではないことを指摘している。

## 陸軍における戦闘詳報
陸軍の戦闘状況を伝える主な一次資料としては、戦闘詳報の他、陣中日誌がある。戦闘詳報は戦闘状況を克明に記録したものである。
戦闘詳報の作成については作戦要務令で「提出部隊」として決められており、それによると歩兵、砲兵、航空兵は大隊以上、他の兵種では中隊以上となっている。

### 作成手順
記載事項は作戦要務令第一部第三三、三四に規定されている。一般的には下記の通り。戦闘詳報の作成は戦闘後に行い、順序等を整えて大本営に進達（提出）される。その戦闘に関して総合的な観点からの報告書類となる。
- 戦闘前の彼我の態勢
- 地形、気象
- 彼我の兵力
- 敵の団隊号、将帥の氏名
- 編成、装備、戦法
- 戦闘経過
- 齟齬過失
- その他将来の参考事項等

海軍と同様、より速報性の高い報告書として戦闘要報があった。こちらは作戦要務令第一部第三二に規定している。当日中ないし日没後速やかに作成することが規定されている。
- 戦闘経過の概要
- 敵兵力、団体考
- 特異なる装備及び戦法等

### 問題点
戦闘状況の進達は電報によることも多かったが、戦争末期になってくると、不達、遅延、偵察不徹底による誤認などが増加した。

## 戦後の戦闘詳報
ここでは戦後の戦闘詳報の行方調査に資することを考慮し、保管・移送の様態についても述べる。
敗戦により文書焼却命令が下った際、戦闘詳報も多くが焼かれたが、海軍では人事局功績調査部が山梨県韮崎に疎開させた物と、海軍省が神奈川県大倉山に保管していた物は焼却を免れ、後者は進駐軍の命で押収となり、前者も東京への移送中に進駐軍に押収された。押収に当たったのは『敵国資料押収機関』（Washington Document Center,WDC）である。同機関は1943年から活動をはじめており、1945年8月29日には第2回日本文書会議で、日本国内の文書の選別・アメリカ本国への送付業務のためWDC前方部隊（WDC Advanced Echelon）を設置することを決めた。なお、公式戦史の作成については文書焼却後間もなく海軍大臣米内光政の命の下、軍令部作戦部長の富岡定俊が戦史の史料部を海軍省に設け、後年研究家として知られ、史料調査会理事を務めた福井静夫などもその作業に当たっている。しかし、日本側単独での作成作業は進駐軍命令により中止に至り、各級指揮官への陳述記録が作成される一方、多くの史料がアメリカ本土に渡った。WDC前方部隊は、1946年3月には主要な作業を終了して帰国した。その後作業は翻訳通訳部文書課（TIS Document Section）に引き継がれた。押収文書は航空母艦に格納された後、駆逐艦で海を渡った。1946年11月までに日本からWDCに477,894点の文書が送付されたという。海軍の戦闘詳報もその中にあった。その後、WDC図書館が管理することとなったがここが保有していた戦闘詳報の数は不明である。
その後、WDCは1948年に解体され、日本側の記録は議会図書館（LC）、アメリカ国立公文書館（ナショナル・アーカイブス）などに引き継がれた。更に、第二復員省が編纂した第二次大戦終戦時の日本海軍艦艇』の寄贈と引換えの形で文書の返還交渉がスタートした。アメリカ側も日本が西側に組み込まれるに至ったことから、国防総省は1955年に、ドイツへの接収文書返還の例に準じて、アメリカ及び友好国の安全保障を害する文書と公的研究に利用中の文書を除き、原則返還する方針をとることを決めた。1958年その第一弾としてナショナル・アーカイブス所蔵の陸海軍、内務省文書など41,000点が返還され、防衛庁防衛研修所戦史室に収蔵された。その際に海軍の戦闘詳報も含まれており、その数は1,400綴と記されていたが、実際確認されたのは1,219綴であり、中味の一部が抜き取られた物もあり、1,400綴自体が押収の総数ではないという。戦闘詳報に限ったことでは無いが、現在でも時折アメリカにおいて当時の公文書資料が発見されるのはこうした事情に拠る。なお、返還時点でアメリカは押収文書をマイクロ化する計画を持っていたが、その作業が5％程度進捗した状態での返却となった。
戦闘詳報は内容の性質上作成時は多くが軍機に指定され（綴表紙に刻印がある）、一般に販売されることも通常は無く、元軍人、研究者や評論家がその説明を一般向けに詳しく行うことも少なかった。しかし、アテネ書房は1995年、太平洋戦争時の日本海軍の戦闘詳報について主要戦闘276件分を収録して『連合艦隊海空戦戦闘詳報』20巻（別巻2巻を含む）を刊行、更に2000年頃より後年大和、武蔵など個艦、部隊別に編纂採録した版を刊行した。これにより多くの人々が戦闘詳報を分析する機会が提供された他、近年はアメリカ軍のアクションレポートについても日本側研究者による検討、一部の邦訳などが進みつつある。

## 海外における戦闘記録手順
朝鮮人民軍のうち、ロシア派遣部隊では部隊単位ではなく個々の兵士単位で戦闘詳報を記録していると分析されている。